# 前男友←RETRY
《前男友←RETRY》是華谷艷所創作的日本漫畫，開始連載於《Cheese!》2015年4月號。2015年6月經小學館發行第1卷，共出版7卷。改編真人電視劇由2022年4月7日至5月26日於神奈川電視台、每日放送「電視劇特區」深夜時段播映，鈴木仁、川津明日香雙人主演。

## 出版書籍
| 卷數 | 小學館         | 小學館                 |
| 卷數 | 出版日期       | ISBN                   |
| ---- | -------------- | ---------------------- |
| 1    | 2015年6月26日  | ISBN 978-4-0913-7346-5 |
| 2    | 2015年7月24日  | ISBN 978-4-0913-7709-8 |
| 3    | 2015年12月25日 | ISBN 978-4-0913-8043-2 |
| 4    | 2016年4月26日  | ISBN 978-4-0913-8449-2 |
| 5    | 2016年8月26日  | ISBN 978-4-0913-8576-5 |
| 6    | 2016年12月26日 | ISBN 978-4-0913-8789-9 |
| 7    | 2017年3月24日  | ISBN 978-4-0913-9139-1 |

## 電視劇

### 演員列表
- 平子楓：鈴木仁
- 羽木蜜：川津明日香
- 山下和葉：吉田仁人
- 山下仁菜：Enako
- 野野花紀香：中村里帆
- 羽木昌：真島秀和
- 四月一日教授：本多力

## 外部連結
- 官方网站（日語）
- 電視劇官方網站（日語）